# Édouard Fuchs
Pour les articles homonymes, voir Fuchs.
Ne doit pas être confondu avec Eduard Fuchs.
Édouard Fuchs est un homme politique français né à Mulhouse le 11 février 1896 et mort à Riedisheim le 2 janvier 1992. 

## Biographie
Membre de l'Union populaire républicaine alsacienne, parti politique régional de tendance démocrate-chrétienne, et conseiller général du canton de Habsheim, Édouard Fuchs est élu député du Haut-Rhin en 1936. Il adhère au nouveau groupe des Indépendants d'action populaire, formation constituée autour de l'UPR mais comprenant des députés issus du reste de la France.
Le 10 juillet 1940, il vote en faveur de la remise des pleins pouvoirs au Maréchal Pétain. Dans une lettre à René Cassin datée de 1945, il expliquera le vote des parlementaires d'Alsace et de Lorraine en faveur du Maréchal par leur volonté de ne pas paraître à Vichy comme protestataire autonomiste ou partisan d’une opposition antifrançaise et de ne pas donner à Hitler des arguments supplémentaires justifiant l'annexion de l'Alsace-Lorraine.
Il ne retrouve pas de mandat parlementaire après la Libération.